# ديوي وليامز
ديوي وليامز (بالإنجليزية: Dewey Williams)‏ هو لاعب كرة قاعدة أمريكي، ولد في 5 فبراير 1916 في درم في الولايات المتحدة، وتوفي في 19 مارس 2000 في ويليستون في الولايات المتحدة.

## وصلات خارجية
- ديوي وليامز على موقعبيزبول رفرنس.كوم (الدوري الرئيسي) (الإنجليزية)
- ديوي وليامز على موقعبيزبول رفرنس.كوم (الدوري الثانوي) (الإنجليزية)